# ハイライナー

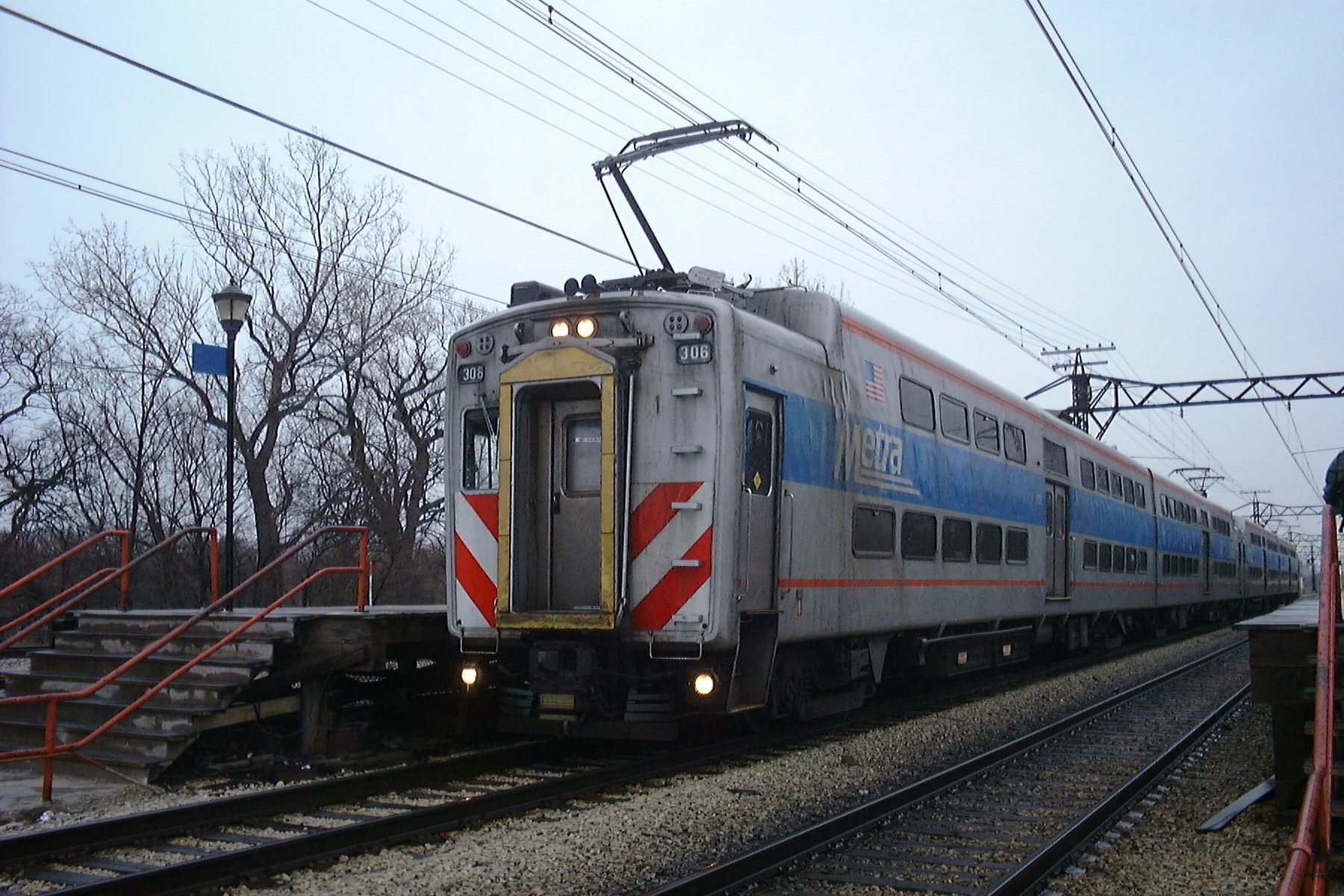
初代ハイライナー

ハイライナー(Highliner)はシカゴ・メトラで用いられている2階建て電車の総称である。
第一陣は1971年にセントルイス・カー・カンパニーにより、当時シカゴ南部で通勤電車を運転していたイリノイ・セントラル鉄道向けとして製造され、以後ボンバルディア・トランスポーテーションおよび日本車輌製造により増備車が製造されている。
本項では、2008年よりシカゴとインディアナ州サウスベンドを結ぶインターアーバン路線であるサウスショアー線に投入された同型車についても併せて扱う。

## 概要
シカゴ中心部のミレニアム駅を起点に南へ伸びる通勤路線であるメトラ電車線（ME線）で用いられる、片運転台の2階建て電車である。原則各車を背中合わせに連結した2両1編成を適宜組み合わせて運転される。このほかのメトラ各線は非電化であり、ディーゼル機関車と客車による編成でプッシュプル運転が行われている。
アメリカ東海岸にもニュージャージー・トランジットやペンシルベニア州フィラデルフィアのSEPTAなど電化通勤路線は存在するが、これらは平屋建て電車あるいは電気機関車牽引の客車列車で運転されており、2階建て電車のハイライナーは全米でも特異な存在である。
メトラ電車線区間は全駅が高床ホームを有するため、同じメトラの客車各形式と異なり、客室内にステップがなく1階部分がフラットになっているのが特徴である:43。2階部分へは中央出入口脇に設けられた狭い階段を利用して上がる形で、中央部分はメトラ他線の客車などと同様に吹き抜けになっている「ギャラリーカー」とよばれる形態であり、1階部分を巡回する車掌が2階部分の乗客も同時に検札できるようになっている。
大きく2種類に分けられ、セントルイス・カー・カンパニーおよびボンバルディア・トランスポーテーションで製造された初代と、その置き換えを目的に日本車輌製造で製造された2代目が存在する。初代ハイライナーは2016年2月12日をもって全車が営業運転から退き、メトラ電車線の電車は全て2代目ハイライナーに統一された。

## 歴史

### 初代ハイライナー

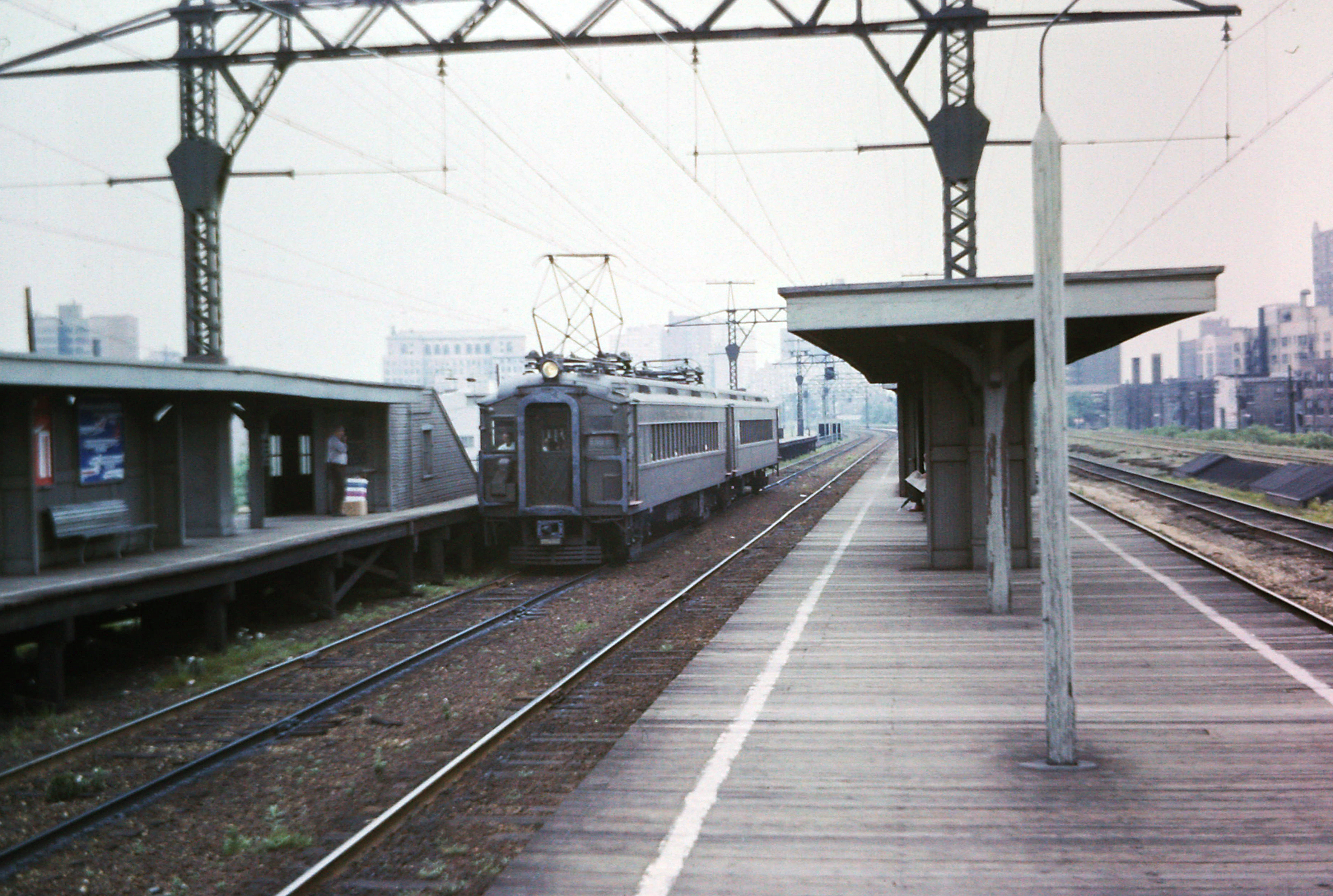
ハイライナー以前に用いられていた旧型電車（1967年撮影）

1926年、イリノイ・セントラル鉄道は通勤鉄道路線を電化し、現在のメトラ電車線（ME線）の運転を開始。以後およそ40年にわたって電化当初に導入した重量級電車での運行を続けた。
しかし同線の運行を続けるには近代化された電車の導入が必要と判断され、このために発注された電車がハイライナーであった。
初代ハイライナーの製造コストは1両あたり約30万ドル強であった:42。
1971年3月28日、ハイライナーはイリノイ・セントラル鉄道の架線集電方式の電化区間に到着:42。2階建てで着席定員156名を誇る:43この新車は高速性能にも優れていたため、旧来の重量級電車と比べ輸送効率の向上に貢献した。
1978年から1979年にかけて、ボンバルディア・トランスポーテーションにより36両の増備車が製造されている。

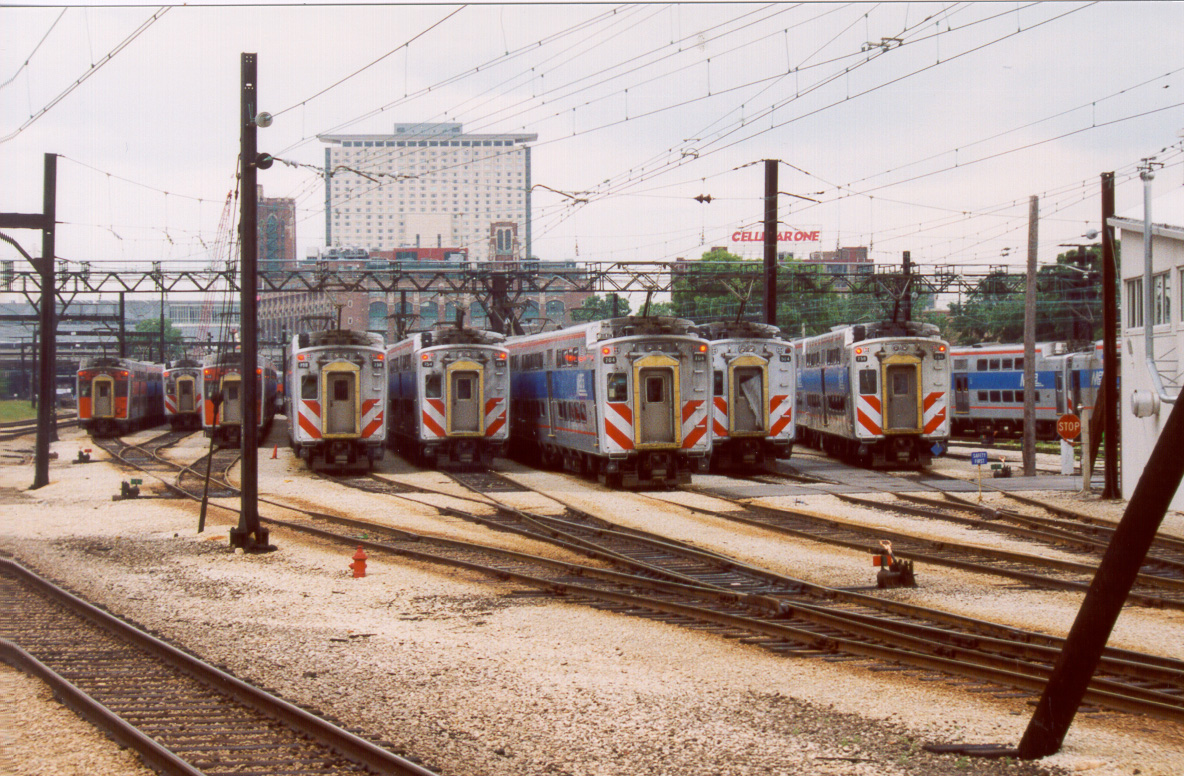
車庫に並ぶ初代ハイライナー。左手の橙色系の電車は旧塗装で、青系が現行のメトラ塗装。

1976年、地域交通局（en:Regional Transportation Authority (Illinois)、RTA）がイリノイ・セントラル鉄道の通勤電車線への資金投入を開始。その後1983年にはシカゴ近郊の通勤輸送を担う公共機関メトラが発足、1987年にはイリノイ・セントラル鉄道から通勤電車線を買い上げ「メトラ電車線」（ME線）となった。

#### 塗装の変遷
普通鋼製の車輌であるが、全体の塗装はアルミカーのようなライトグレーを基調としている。
当初の車体前面塗装は外縁部および貫通ドアを除き旧型電車を踏襲した茶色一色だったが、投入開始から間もなく1972年に本形式が旧型電車に追突される事故が発生し、旧型車共々前面窓の上下に橙色の警戒色が加えられていった。
メトラへの引き継ぎ当初、ハイライナーの塗装はイリノイ・セントラル鉄道時代の茶色・橙色系のままであったが、モリソン・クヌーセンによるバリアフリー化改修工事が済んだ編成より順次、メトラのイメージカラーである青色の帯を主体とした塗装に変更された。

### 二代目ハイライナー

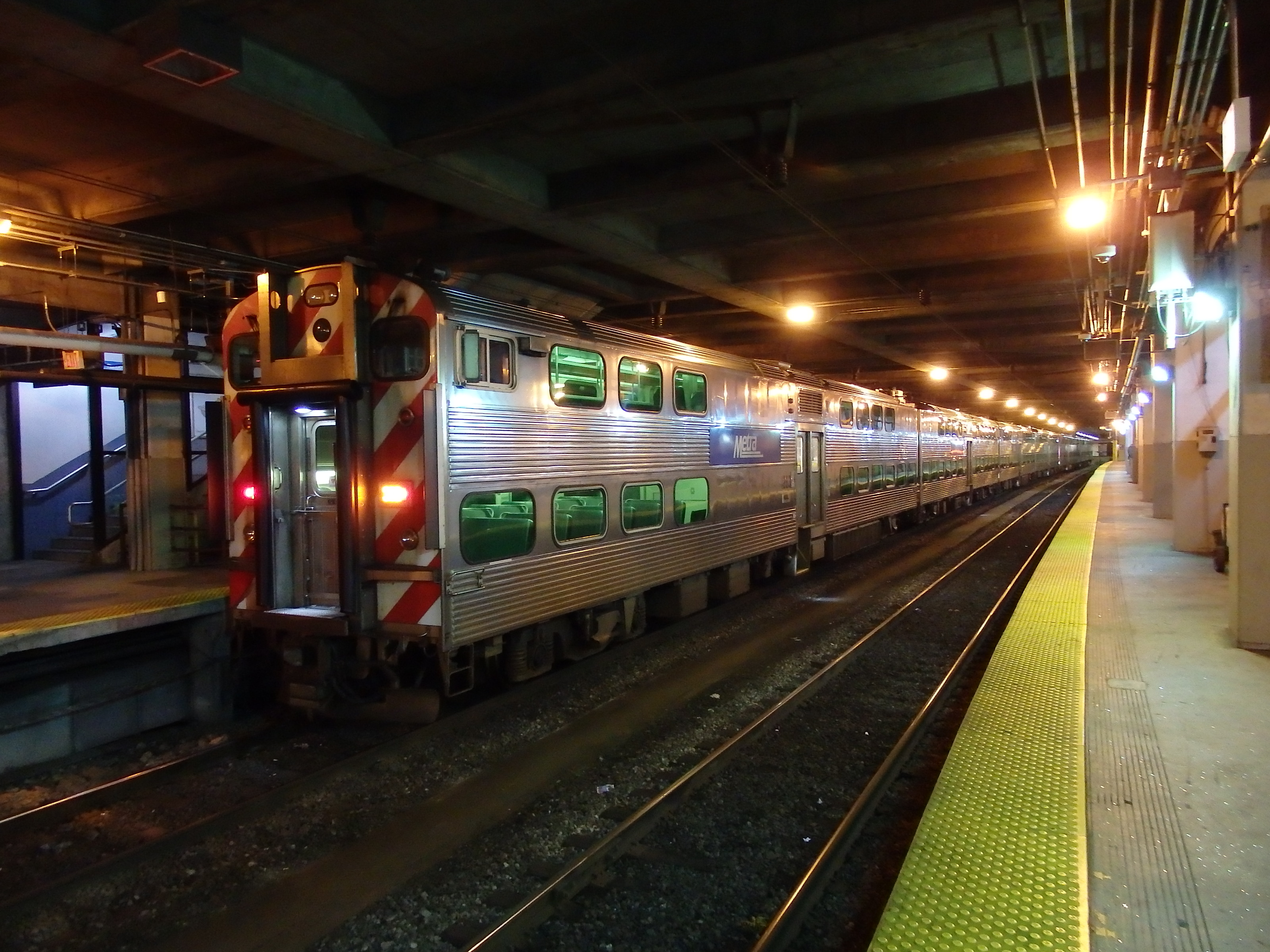
新型ハイライナー（ミレニアム駅にて撮影）

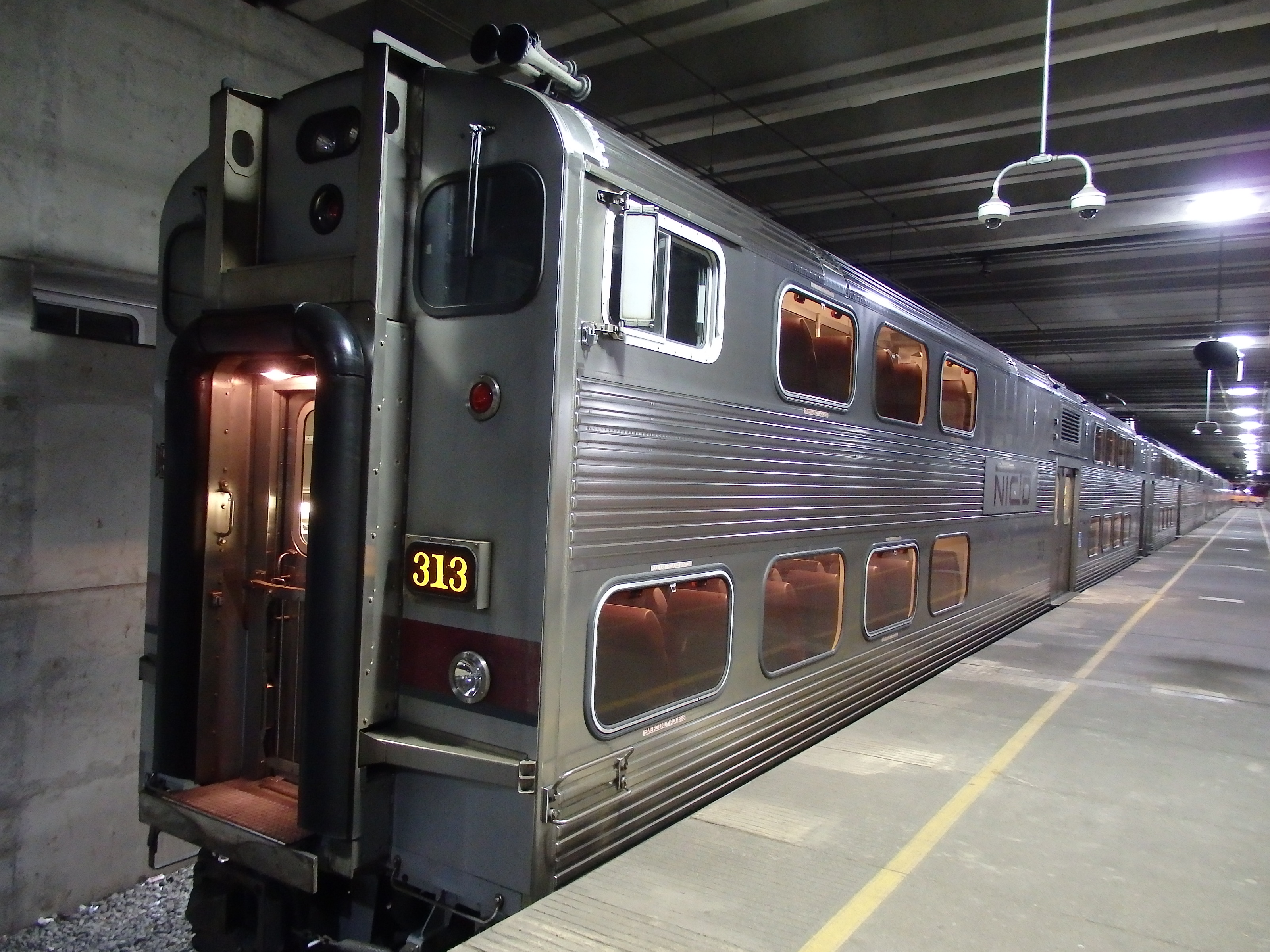
サウスショアー線の2階建て電車（同上）

初代ハイライナーは製造以来長期にわたってメトラ電車線での通勤輸送を支えてきたが、初代登場から35年目の2005年より新型車への置き換えが開始された。
新しいハイライナーは日本の日本車輌製造により製造されている。この新しいハイライナーはメトラの他線区で用いられている「ギャラリーカー」と呼ばれるステンレス製2階建て客車と同一部門で製造されており、外見が酷似している。プッシュプル運転時に先頭に立つキャブカーにシングルアーム式パンタグラフを載せたようなスタイルである。車体が普通鋼からステンレスに変わっただけでなく、モーターも直流から交流に変更されている。また、旧ハイライナー車内やメトラ電車線各駅には便洗面所設備が十分なく旅客から不評であったため、この新ハイライナーには車内に化粧室が設けられている。

#### 新ハイライナーの増備と初代の引退
この新ハイライナーはその後も増備が進められ、2010年に受注した160両については現地の同社ロシェル工場で製造されている。この新ハイライナーの増備車は同工場で最初に製造された鉄道車両であり、完成にあたって記念式典が挙行された。この新車160両の製造は2015年に完了する見込みであり、旧型ハイライナーの置き換えは急速に進んでいる。2016年2月12日、最後まで残った6両が営業運転を終え、新型車への置き換えが完了した。

#### サウスショアー線への投入
また、この二代目ハイライナーは、シカゴ中心部の一部区間でメトラ電車線と並走するインターアーバン路線のサウスショアー線でも同型車が増備目的で2008年より納入されており、2009年3月30日より営業運転を開始し通勤輸送に用いられている。

## 保存車

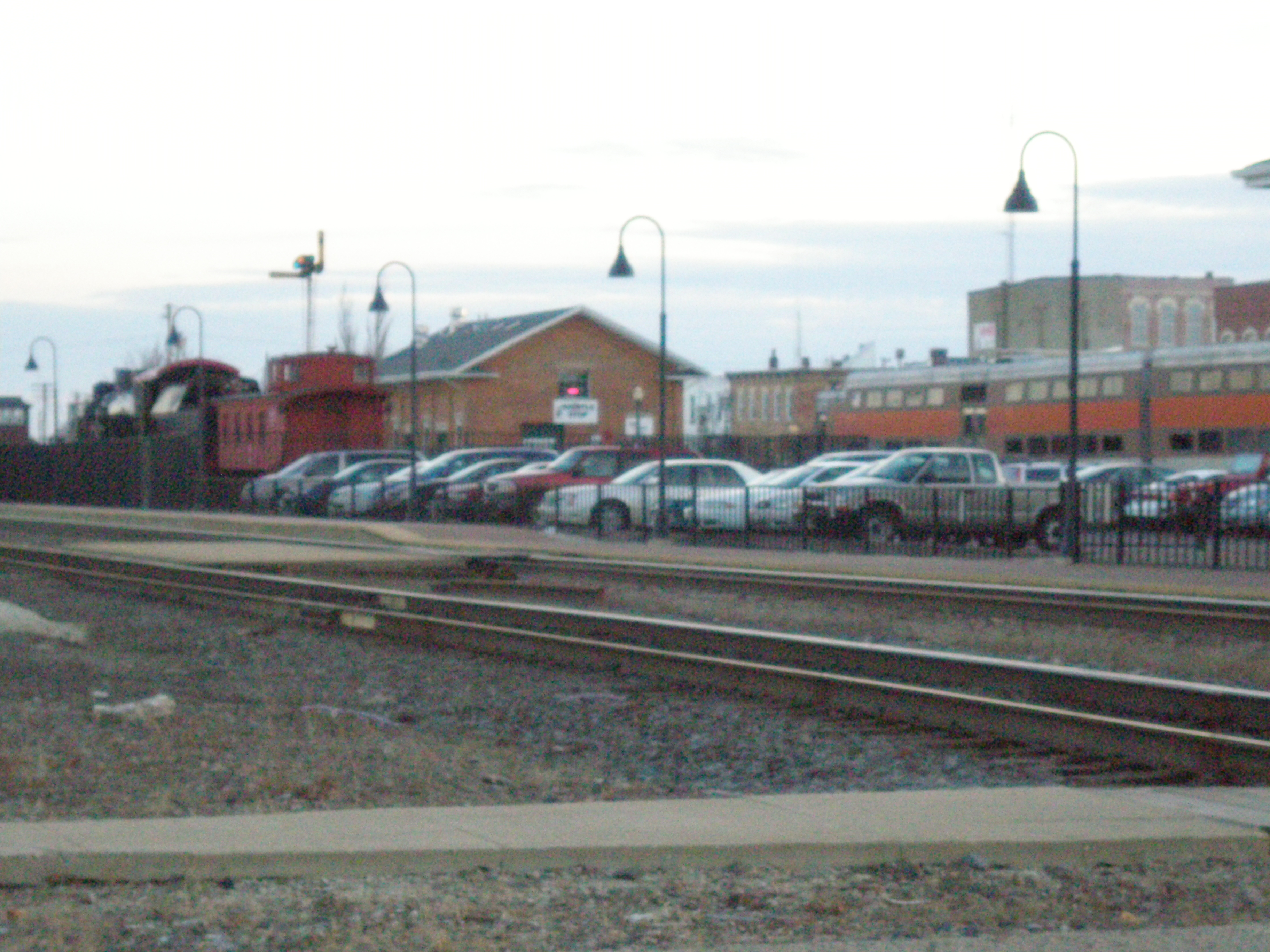
メンドータ駅。ホームと駐車場の向こう、画面右手に旧塗装のハイライナーが見える。

イリノイ州のメンドータ駅併設の博物館"Union Depot Railroad Museum"にはイリノイ・セントラル鉄道塗装の初代ハイライナーの保存車があり、同駅を通るカリフォルニア・ゼファーやサウスウェスト・チーフなどアムトラック列車の車窓からも見ることができる。これを含め、初代ハイライナーの保存車はイリノイ鉄道博物館など各地の博物館に総計24両が存在する。

## 車輌一覧
| 車両数 | 車両番号  | 発注事業社       | 製造年    | メーカー       |
| ------ | --------- | ---------------- | --------- | -------------- |
| 160    | 1227-1387 | Metra            | 2012年–   | 日本車輌製造   |
| 26     | 1201-1226 | Metra            | 2005      | 日本車輌製造   |
| 14     | 301–314   | NICTD※           | 2008-2009 | 日本車輌製造   |
| 36     | 1631-1666 | RTA              | 1978-1979 | ボンバルディア |
| 130    | 1501-1630 | Illinois Central | 1971-1972 | セントルイス   |

※NICTD = インディアナ州北部通勤輸送公団(Northern Indiana Commuter Transportation District)。サウスショアー線の現在の運営主体。

### 日本車輌製造ウェブサイト上での紹介（日本語）

#### 車輌納入実績
- シカゴ・METRA向け2階建通勤電車　ハイライナー
- 北インディアナ州・NICTD向け2階建電車

1. ↑  KCAL0716us_new.indd 2018年8月11日閲覧